# Terra X: Schliemanns Erben
Schliemanns Erben ist eine seit 1996 produzierte Fernsehreihe des Zweiten Deutschen Fernsehens. Inhalte sind Themen der Geschichte mit Schwerpunkt Archäologie, wobei jede Sendung ein Einzelthema aufgreift. Drehbuchautorin und Regisseurin ist hauptsächlich die Journalistin und Buchautorin Gisela Graichen.
Die Reihe wird vom ZDF (Sparte: ZDFexpedition, seit 2010 Terra X), von 3sat und Phoenix ausgestrahlt und wird auch vom Pay-TV-Sender History gezeigt. Schliemanns Erben wurde im Jahr 2002 mit dem Bayerischen Fernsehpreis ausgezeichnet. Für einige Sendungen gibt es Begleitbücher. Namensgeber war der berühmte Archäologe Heinrich Schliemann (1822–1890), der bahnbrechende Ausgrabungen und Forschungen betrieben hat.
Die Titelmusik ist aus Hans Zimmer Leaving Wallbrook/On The Road aus dem Soundtrack zu Rain Man.
Ein Ableger der Reihe war Schliemanns Gold.

## Episoden

### Schliemanns Erben
| Folge     | Episodentitel                                | Erstausstrahlung |
| --------- | -------------------------------------------- | ---------------- |
| Staffel 1 |                                              |                  |
| 1         | Auf der Spur versunkener Königreiche         | 7. Januar 1996   |
| 2         | Legenden auf der Spur                        | 1996             |
| 3         | Auf der Spur großer Kriegszüge               | 1996             |
| Staffel 2 |                                              |                  |
| 4         | Die Botschaft der versunkenen Städte         | 11. Januar 1998  |
| 5         | Der Fluch der Skythen                        | 18. Januar 1998  |
| 6         | Die Jagd nach dem verlorenen Wissen          | 1. Februar 1998  |
| Staffel 3 |                                              |                  |
| 7         | Die schwarzen Pharaonen                      | 9. Januar 2000   |
| 8         | Der erste Mensch – Fahndung im Diamantenland | 16. Januar 2000  |
| 9         | Der Herr der eisigen Höhen                   | 23. Januar 2000  |
| 10        | Das Gold aus der Wüste                       | 30. Januar 2000  |
| Staffel 4 |                                              |                  |
| 11        | Armageddon – Die Schlacht des Pharao         | 6. Januar 2002   |
| 12        | Atlantis im Dschungel – Angkor Wat           | 13. Januar 2002  |
| 13        | Das Rätsel des Kupferreiches                 | 20. Januar 2002  |
| 14        | Auf der Jagd nach dem Nasca-Code             | 27. Januar 2002  |
| Staffel 5 |                                              |                  |
| 15        | Die Goldstraße der Inka                      | 11. Januar 2004  |
| 16        | Die Schatzinsel der Wikinger                 | 18. Januar 2004  |
| 17        | Karthagos geheime Kolonien                   | 25. Januar 2004  |
| 18        | Roms Limes im Orient                         | 1. Februar 2004  |
| Staffel 6 |                                              |                  |
| 19        | In den Todeskammern der Maya                 | 26. Februar 2006 |
| 20        | Der Schatz Alexanders des Großen             | 5. März 2006     |
| 21        | Der Todesritt der Kosaken                    | 12. März 2006    |
| 22        | Das Geheimnis der Wüstenkönige               | 19. März 2006    |
| Staffel 7 |                                              |                  |
| 23        | Goldpyramiden im Inka-Reich                  | 17. Februar 2008 |
| 24        | Auf der Spur des Prussia-Schatzes            | 2. März 2008     |
| 25        | Flucht aus Babylon                           | 9. März 2008     |
| 26        | Der schwarze Schrein von Goa                 | 16. März 2008    |
| Der Limes |                                              |                  |
| 27        | Der Limes – Grenzwall gegen die Barbaren     | 5. April 2009    |
| 28        | Der Limes – Gefahr an Roms Grenze            | 12. April 2009   |
| Staffel 8 |                                              |                  |
| 29        | Vorstoß der Deutschen Hanse                  | 1. Januar 2010   |
| 30        | Heiße Spur auf Rapa Nui                      | 3. Januar 2010   |
| 31        | Die versunkene Stadt der Wolkenmenschen      | 10. Januar 2010  |
| 32        | Das Vermächtnis der Steppenkrieger           | 17. Januar 2010  |

### Schliemanns Erben Spezial
| Folge | Episodentitel              | Erstausstrahlung  |
| ----- | -------------------------- | ----------------- |
| 1     | Das Gold von Tuva          | 27. Oktober 2002  |
| 2     | Das Geheimnis der Eismumie | 19. Dezember 2006 |
| 3     | Die Rückkehr der Eismumie  | 20. April 2008    |

### Schliemanns Gold
| Folge | Episodentitel               | Erstausstrahlung |
| ----- | --------------------------- | ---------------- |
| 1     | Das Gold der Konquistadoren | 14.08.2005       |
| 2     | Das Gold der Kelten         | 28.08.2005       |
| 3     | Das Gold der Samurai        | 16.04.2006       |

## DVD-Veröffentlichungen
- Schliemanns Erben. Teil 1: Auf der Spur großer Kriegszüge, Die schwarzen Pharaonen. Komplett-Media, Grünwald bei München 2004, ISBN 978-3-8312-8868-7.
- Schliemanns Erben. Teil 2: Der Fluch der Skythen, Das Gold der Wüste. Komplett-Media, Grünwald bei München 2004, ISBN 978-3-8312-8869-4.
- Schliemanns Erben. Teil 3: Armageddon – Die Schlacht des Pharaos, Das Rätsel des Kupferreichs. Komplett-Media, Grünwald bei München 2004, ISBN 978-3-8312-8870-0.
- Schliemanns Erben. Teil 4: Atlantis im Dschungel – Angkor Wat, Der Nasca-Code. Komplett-Media, Grünwald bei München 2004, ISBN 978-3-8312-8871-7.
- Schliemanns Erben. Teil 5: Die Goldstraße der Inka, Die Schatzinsel der Wikinger. Komplett-Media, Grünwald bei München 2004, ISBN 978-3-8312-8872-4.
- Schliemanns Erben. Teil 6: Karthagos geheime Kolonien, Roms Limes im Orient. Komplett-Media, Grünwald bei München 2004, ISBN 978-3-8312-8873-1.